# KSnapshot
KSnapshot ist das Bildschirmfoto-Programm von KDE. Das Programm ist einfach zu bedienen und kann sowohl einzelne Fenster, wie auch einen ganzen Bildschirm, sofort oder mit einstellbarer Verzögerung aufnehmen. Ebenso ist es möglich, die Aufnahme mit der Maus auf einen Bereich eines Bildschirms oder eines sichtbaren Fensters einzugrenzen. Die Bilder können dann entweder gespeichert, in die Zwischenablage kopiert oder (als automatisch erzeugte temporäre Datei) einem auswählbaren Programm zur Weiterverarbeitung übergeben werden.
Im Zuge der Veröffentlichung der KDE Applications 15.12 wurde KSnapshot durch ein neues Programm namens Spectacle ersetzt.

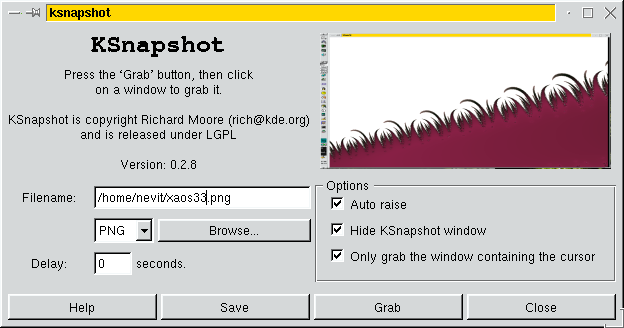
Version von KSnapshot zu Zeiten von KDE 2 (im Jahr 2000)
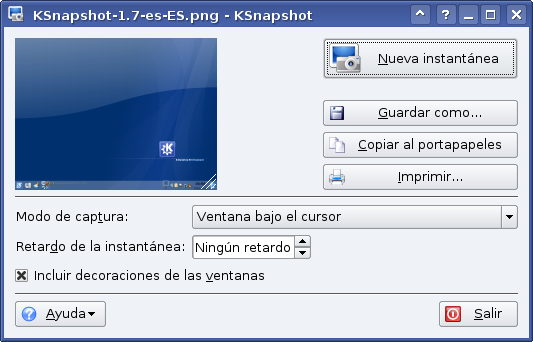
KSnapshot in KDE 3.5